# Biserica romano-catolică din Cristuru Secuiesc
Biserica romano-catolică din Cristuru Secuiesc este un monument istoric aflat pe teritoriul orașului Cristuru Secuiesc.
Hramul bisericii este Înălțarea Sfintei Cruci, cu sărbătoarea pe 14 septembrie.
Catolicii au recuperat biserica de la unitarieni în 1767, după un ordin regal. Clădirea a fost de mai multe ori modificată. Ea consta dintr-o navă, un altar lung, gotic, un turn baroc prins de fațada de vest și din două sacristii pe laturile sanctuarului.